# Јордан Ивановић
Јордан Ивановић (Стојићи, засеок Доња Ражана, 21. септембар 1947 — Београд, 31. мај 2010) је био српски спортски новинар.

## Биографија
Рођен је 1947. године. Основну и средњу школу завршио је у Ваљеву, студирао на Филолошком факултету у Београду. Новинар Радио Ваљева је био у раздобљу 1969—1978, потом спортски репортер Радио Београда, коментатор ТВ Београд, уредник спортског програма Радио Београда. Први пренос фудбалске утакмице (Борово-Металац) остварио је за Радио Ваљево 1970. године. Написао је две књиге о светским фудбалским првенствима.
Био је истински великан професије, Ивановић је био сведок најважнијих спортских догађаја у протеклих 40 година.
Преминуо је 31. маја 2010. године у Београду. Сахрањен је на Новом гробљу у Ваљеву.